# 源守清
源守清（みなもと の もりきよ、生年不詳 - 正暦3年6月14日（992年7月16日））は、平安時代中期の貴族。醍醐天皇の孫。醍醐源氏。兵部卿・有明親王の子。官位は従四位上・弾正大弼。

## 経歴
円融朝の天禄3年（972年）大学寮に入学し、のち文章生となる。官位は従四位上・弾正大弼に至る。一条朝の正暦3年（992年）6月14日卒去。

## 官歴
- 天禄3年（972年） 4月13日：入学[1]
- 時期不詳：文章生[2]
- 時期不詳：従四位上。弾正大弼
- 正暦3年（992年） 6月14日：卒去（弾正大弼従四位上）[3]

## 系譜
『尊卑分脈』による。
- 父：有明親王
- 母：藤原暁子（諸説あり）
- 妻：藤原清正の娘
  - 男子：源高雅